# ليمونيت
 الليمونيت  (بالإنجليزية: Limonite)‏ هو معدن خام يتألف من خليط من أكسيد هيدروكسيد الحديد الثلاثي المائي بنسب مختلفة، وصيغته الكيميائية هي (FeO(OH)•nH2O)، وإن كانت ليست دقيقة تماماً لاحتواء الليمونيت على كميات متفاوتة من الأكسيد مقارنة بكميات الهيدروكسيد.
يستخرج مع الهيماتيت من المناجم، كخام الحديد لإنتاج الحديد. وهو ثقيل ولونه يميل إلى البني المصفر. وهو شائع جداً على الرغم من أن قد يصعب العثور عليه أثناء التنقيب عليه مع الهيماتيت.
الليمونيت في الواقع ليس معدناً حقيقياً، وإنما هو مكون من خليط من هيدرات أكاسيد الحديد، ومعظمهم من الجويثيت مع الليبيدوكرسيت الجاروسيت وغيرها. يتكون الليمونيت بالقرب من أكاسيد الحديد وغيرها من الخامات والرواسب المعدنية. يتواجد الليمونيت أحياناً كمادة رابطة غنية بالحديد في الحجر الرملي، والذي يعرف أيضاً باسم «حجر الليمون».
لا يتبلور الليمونيت في هيئة حبيبات ترى بالعين المجردة، ولكن يتواجد في هيئة ليفية أو بنية ميكروسكوبية؛ ويحدث عادة في شكل كتل متراصة وترابية أو في شكل كروي أو ورقي أو متدلٍ مثلما في الكهوف. يسمى الليمونيت أحياناً بـ«الهيماتيت البني» أو «خامة الحديد البنية».
تتفاوت قيم صلادة الليمونيت طبقاً لمقياس موس، ولكنها تتراوح بين 4 - 5,5. أما الكثافة فتتراوح بين 2,9 - 4,3.

## استخدامات الليمونيت
كانت خامة الحديد البنية تستخرج في الماضي كمصدر للحديد، وهي نتيجة لتأكسد رواسب الحديد الكبريتية، والتي تحتوي أيضاً على خام للذهب والكوارتز. ويستخرج الليمونيت المحتوي على الذهب من ولاية كاليفورنيا وإسبانيا وأستراليا وجورجيا والبرازيل.

## وصلات خارجية
- تاريخ التنقيب عن الحديد.
- معرض الخامات
- الذهب والليمونيت